# Charles O'Bannon
Charles Edward O'Bannon (Lakewood, California, 22 de febrero de 1975) es un exjugador de baloncesto estadounidense que jugó dos temporadas en la NBA, además de hacerlo en Italia, Polonia y Japón. Con 1,96 metros de altura, jugaba en la posición de escolta. Es el hermano pequeño del exjugador profesional Ed O'Bannon, con quien comparte sus mismos nombres de pila, en orden inverso. Su hijo, Chuck O'Bannon Jr., es jugador universitario.

## Trayectoria deportiva

### Universidad
Tras haber disputado el prestigioso McDonald's All American en 1993, en su época de high school, jugó durante cuatro temporadas con los UCLA de la Universidad de California, Los Ángeles, en las que promedió 14,4 puntos, 6,4 rebotes y 2,4 asistencias por partido. En 1995, junto con su hermano Ed, llevaron a los Bruins a conseguir el título de campeones de la NCAA, tras batir a la Universidad de Arkansas en la final por 89-78, en un partido en el que consiguió 11 puntos, 9 rebotes y 6 asistencias como titular. En sus dos últimas temporadas fue incluido en el mejor quinteto de la Pacific Ten Conference.

### Profesional
Fue elegido en la trigésimo primera posición del Draft de la NBA de 1997 por Detroit Pistons, con los que firmó un contrato por dos temporadas. Pero su aportación al equipo fue escasa. En su primera temporada promedió 2,1 puntos y 1,1 rebotes en los 30 partidos que disputó, mientras que al año siguioete no mejoraron demasiado las cosas, disputando tan sólo 19 partidos antes de ser despedido. Al año siguiente fichó como agente libre por los Portland Trail Blazers, pero antes del comienzo de la temporada fue cortado.
Tras verse sin equipo, continuó su carrera profesional en Europa, fichando por el Śląsk Wrocław de la liga polaca, donde colaboró con 13,8 puntos y 4,4 rebotes por partido en la consecución del título de liga. Al año siguiente se marchó a Japón, al Toyota Alvark Pacers, donde permaneció dos temporadas antes de ser reclamado de nuevo por un equipo de una liga potente como la italiana, el Benetton Treviso. Pero solo llegó a disputar dos partidos antes de ser despedido, en los que promedió apenas 5 puntos y 2,5 rebotes.
Después de esa decepción, regresó a su equipo japonés, donde juega en la actualidad, y con el que ha conseguido ganar hasta el momento cinco ligas nacionales, en 2001, 2002, 2003, 2006 y 2007.

## Estadísticas de su carrera en la NBA

### Temporada regular
| Temp.   | Edad | Equipo  | Liga | P  | TIT | MIN | TC  | TCA | %TC  | 3P  | 3PA | %3P  | TL  | TLA | %TL   | R.OF. | R.DEF. | REB | ASIS | ROB | TAP | PER | FP  | PTS |
| 1997-98 | 22   | Detroit | NBA  | 30 | 0   | 7.8 | 0.9 | 2.3 | .377 | 0.0 | 0.1 | .000 | 0.4 | 0.5 | .800  | 0.5   | 0.6    | 1.1 | 0.6  | 0.3 | 0.0 | 0.3 | 0.5 | 2.1 |
| 1998-99 | 23   | Detroit | NBA  | 18 | 1   | 9.2 | 1.3 | 3.1 | .429 | 0.0 | 0.1 | .000 | 0.4 | 0.4 | 1.000 | 1.0   | 0.9    | 1.9 | 0.7  | 0.1 | 0.2 | 0.4 | 1.2 | 3.1 |
| Total   |      |         | NBA  | 48 | 1   | 8.3 | 1.0 | 2.6 | .400 | 0.0 | 0.1 | .000 | 0.4 | 0.5 | .870  | 0.7   | 0.7    | 1.4 | 0.6  | 0.2 | 0.1 | 0.4 | 0.8 | 2.5 |

### Playoffs
| Temp.   | Edad | Equipo  | Liga | P | MIN | TCA | TC | 3PA | 3P | TLA | TL | R.OF. | REB | ASIS | ROB | TAP | PER | FP | PTS | %TC  | %3P | %FT | MIN | PTS | REB | AST |
| 1998-99 | 23   | Detroit | NBA  | 4 | 9   | 2   | 3  | 0   | 0  | 0   | 0  | 1     | 1   | 1    | 0   | 0   | 3   | 0  | 4   | .667 |     |     | 2.3 | 1.0 | 0.3 | 0.3 |
| Total   |      |         | NBA  | 4 | 9   | 2   | 3  | 0   | 0  | 0   | 0  | 1     | 1   | 1    | 0   | 0   | 3   | 0  | 4   | .667 |     |     | 2.3 | 1.0 | 0.3 | 0.3 |